# Distretto di Arris
Il distretto di Arris è un distretto della provincia di Batna, in Algeria, con capoluogo Arris.

## Comuni
Il distretto comprende i seguenti comuni:
- Arris
- Tighanimine